# Liste der Monuments historiques in Romagne (Vienne)
Die Liste der Monuments historiques in Romagne (Vienne) führt die Monuments historiques in der französischen Gemeinde Romagne auf.

## Liste der Bauwerke
| Bezeichnung       | Beschreibung              | Standort | Kennzeichnung | Schutzstatus | Datum | Bild           |
| ----------------- | ------------------------- | -------- | ------------- | ------------ | ----- | -------------- |
| Kirche St-Laurent | Erbaut im 12. Jahrhundert | (Lage)   | PA00125699    | Inscrit      | 1993  | weitere Bilder |

## Liste der Objekte
| Bezeichnung                | Beschreibung | Standort                        | Kennzeichnung | Schutzstatus | Datum | Bild |
| -------------------------- | ------------ | ------------------------------- | ------------- | ------------ | ----- | ---- |
| Grabplatte für Roch Dupont | Stein, 1705  | in der Kirche St-Laurent (Lage) | PM86000571    | Classé       | 1948  |      |